# Sideways
|  | Denne artikel er om en film. For albummet af Thosmas Ring, se Sideways (Thomas Ring-album) |
Sideways er en amerikansk dramakomediefilm fra 2004 instrueret af Alexander Payne og baseret på Rex Picketts roman af samme navn. Filmen var nomineret i flere kategorier ved Oscaruddelingen i 2005, bl.a. bedste film og bedste instruktør, men vandt for bedste filmatisering.

## Medvirkende
- Paul Giamatti
- Thomas Haden Church
- Virginia Madsen
- Sandra Oh
- Jessica Hecht
- Missy Doty
- M.C. Gainey
- Alysia Reiner